# Heinke Hannig
Heinke Hannig (* 22. April 1957 in Högel) ist eine deutsche Schriftstellerin und Hörspielautorin, die überwiegend in niederdeutscher Sprache veröffentlicht.

## Leben
Heinke Hannig, geborene Sörensen, machte 1976 ihr Abitur an der Theodor-Storm-Schule in Husum und studierte von 1976 bis 1980 Erziehungswissenschaften, Französisch und Deutsch an der Universität Kiel. Ab 1980 arbeitete sie als Realschullehrerin in Husum, auf Helgoland und in Bredstedt, bevor sie 1994 aus eigenem Willen ihre Lehrtätigkeit und damit auch ihren Beamtenstatus aufgab. Hannig war danach in verschiedenen Bereichen tätig, so in der Suchtprävention, in der Trauerbegleitung und der Erwachsenenbildung. Seit 1999 arbeitet sie als freie Journalistin und Autorin.
Hannig veröffentlichte bislang zahlreiche Geschichten in hoch- und niederdeutscher Sprache, mit teils fantastischen und skurrilen Elementen, in Zeitungen, Zeitschriften und dem Hörfunk, schrieb drei Bücher mit Erzählungen und drei niederdeutsche Hörspiele. Die Themen kreisen um Emanzipation, Gender- und Grenzerfahrungen.
Sie lebt im nordfriesischen Drelsdorf.

## Auszeichnungen
- 2004: 1. Preis beim NDR-Wettbewerb Vertell doch mal
- 2005: Freudenthal-Preis für bis dahin unveröffentlichte Erzählungen[4]
- 2011: Freudenthal-Förderpreis für das Hörspiel De Schoolraat kummt
- 2013: Hans-Henning-Holm-Preis für das Hörspiel Schattenkind
- 2017: Hans-Henning-Holm-Preis für das Hörspiel Summernacht
- 2023: Niederdeutscher Literaturpreis der Stadt Kappeln[5]

## Werke

### Erzählungen
- 1999: Wo gifft dat so wat! (Mohland-Verlag, Goldebek, ISBN 3-932184-45-9)
- 2000: Wullmüüs in de Buuknabel (Mohland-Verlag, Goldebek, ISBN 3-932184-75-0)
- 2004: Geschichten vun dat Glück (Mohland-Verlag, Goldebek, ISBN 3-936120-72-2)

### Hörspiele
- 2011: Schattenkind – Regie: Hans Helge Ott, mit Erkki Hopf, Beate Kiupel u. a.
- 2013: Swartsuer – Regie: Hans Helge Ott, mit Uta Stammer, Edda Loges, Heidi Mahler, Wilfried Dziallas, Joachim Bliese und Jasper Vogt
- 2013: De Schoolraat kummt – Regie: Ilka Bartels, mit Ursula Hinrichs, Joachim Bliese u. a.
- 2016: Veerklever – Regie: Ilka Bartels, mit Harald Maack, Rolf Petersen, Birte Kretschmer u. a.